# Contea di Huan
La contea di Huan (环县S, Huán XiànP) è una contea della Cina, situata nella provincia del Gansu.